# 徐夕生
徐夕生（1962年—），南京大学地球科学与工程学院教授，主要研究领域为中国东南部壳幔作用与岩石圈动力学研究等。曾先后获得南京大学和麦觉理大学博士学位，担任《岩石学报》等刊物编委，中华人民共和国教育部第七批“长江学者”特聘教授，2014年享受国务院政府特殊津贴，曾多次获得教育部科学技术奖自然科学一等奖。